# Marienwürmchen

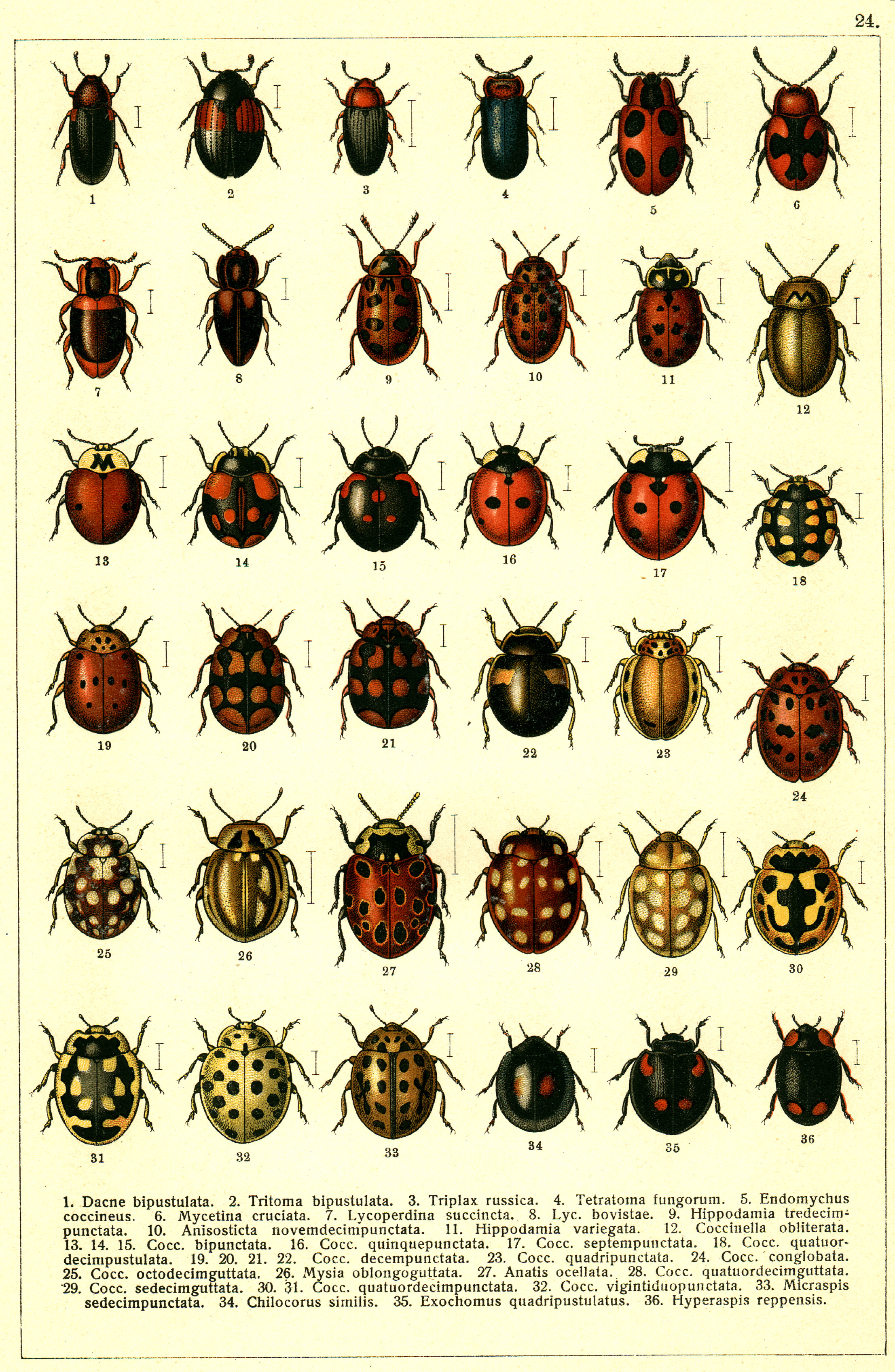
Bunte Flügel

Marienwürmchen (lieveheersbeestje) is een gedicht dat is opgenomen in de volkliederenbundel Des Knaben Wunderhorn van Clemens Brentano en Achim von Arnim (1806-1808). Het gedicht is zowel door Robert Schumann als Johannes Brahms op muziek gezet. Het betreft - als veel andere gedichten uit Des Knaben Wundehorn - een traditioneel Duits volksliedje. De eerstbekende toonzetting van het gedicht is van de hand van de kunstminnende hertog August van Saksen-Gotha-Altenburg. In het oeuvre van Robert Schumann komt het lied voor in de bundel Liederalbum für die Jugend (op. 79) uit 1849. Johannes Brahms componeerde zijn versie (Werke ohne Opuszahl 32, Volks-Kinderlieder) in 1857. Het lied vertoont veel overeenkomsten met het Engelse nursery rhyme Ladybird, Ladybird, waarin ook sprake is van kinderen in een brandend huisje.
| Tekst | Vertaling |
| --- | --- |
| Marienwürmchen, setze dich Auf meine Hand, auf meine Hand, Ich tu dir nichts zu Leide. Es soll dir nichts zu Leid geschehn, Will nur deine bunten Flügel sehn, Bunte Flügel, meine Freude.   | Lieveheersbeestje, ga maar zitten op mijn hand, op mijn hand. Ik doe je geen kwaad er mag jou nooit iets ergs overkomen ik wil alleen je bonte vleugels zien bonte vleugels, mijn vreugde.                 |
| Marienwürmchen, fliege weg Dein Häuschen brennt, die Kinder schrein So sehre, ach so sehre. Die böse Spinne spinnt sie ein, Marienwürmchen, flieg hinein, Deine Kinder schreien sehre.       | Lieveheersbeestje, vlieg maar weg. Je huisje staat in brand en je kindjes huilen zo erg, zo erg. De boze spin spint hen in, lieveheersbeestje, vlieg ernaartoe je kindjes huilen zo erg.                   |
| Marienwürmchen, fliege hin Zu Nachbars Kind, zu Nachbars Kind, Sie tun dir nichts zu Leide! Es soll dir da kein Leid geschehn, Sie wollen deine bunten Flügel sehn, Und grüß sie alle beide! | Lieveheersbeestje, vlieg maar weg naar buurmans kind, naar buurmans kind. Zij zullen je geen kwaad doen er zal je daar niets naars overkomen. Ze willen alleen je bonte vleugels zien en groet hen beiden. |